# Corynoptera nyxa
Corynoptera nyxa är en tvåvingeart som först beskrevs av Werner Mohrig och Menzel 1992.  Corynoptera nyxa ingår i släktet Corynoptera och familjen sorgmyggor.
Artens utbredningsområde är Österrike. Inga underarter finns listade i Catalogue of Life.